# St. Kilian (Seck)

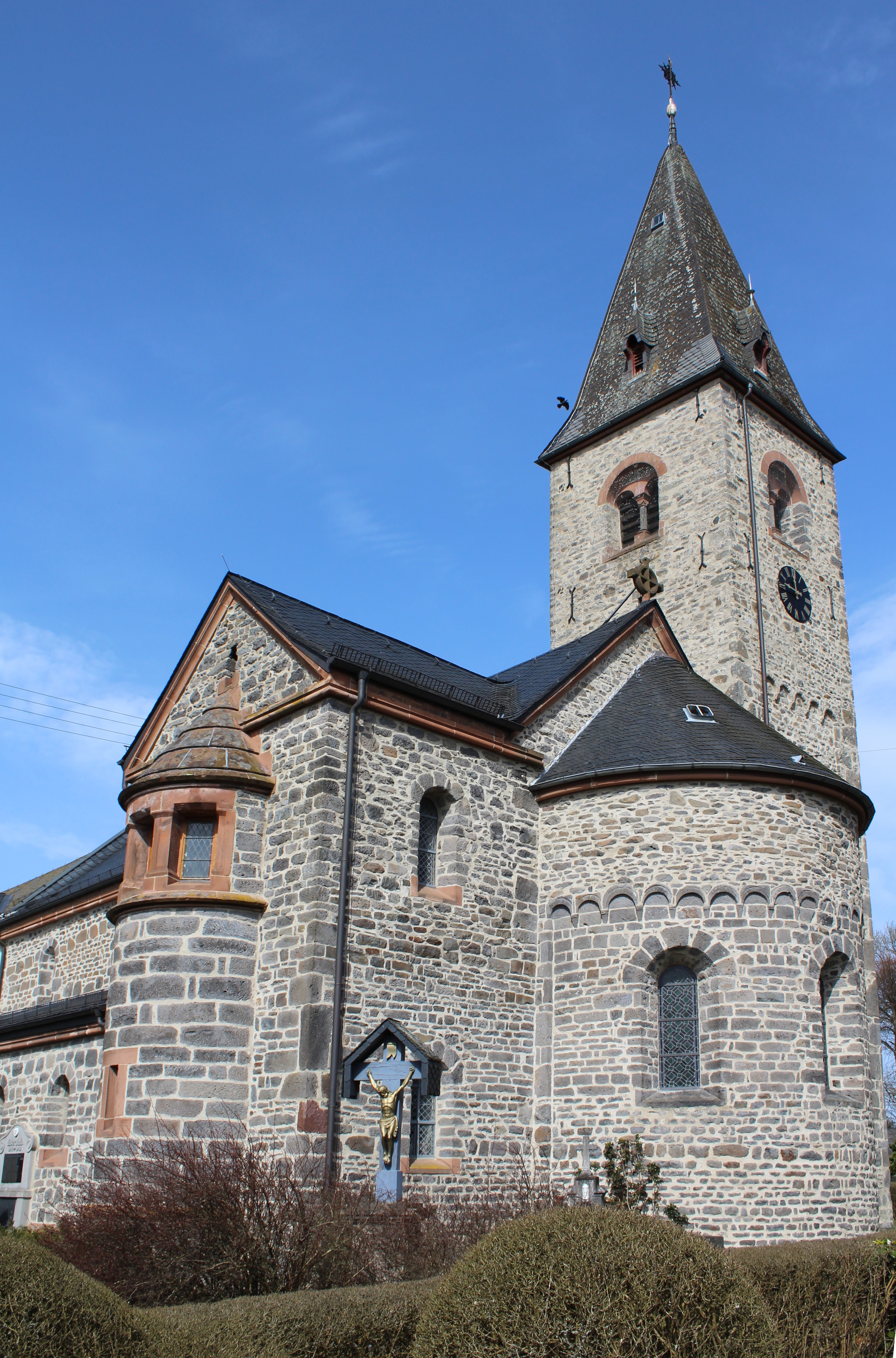
Der neuromanische Kirchenteil der Kirche St. Kilian in Seck.

Die Kirche St. Kilian ist eine römisch-katholische Kirche in Seck im Westerwaldkreis. Sie ist dem heiligen Kilian gewidmet und besteht aus einem 1880 errichteten neuromanischen Altbauteil mit Turm sowie einem mit dem historischen Teil verbundenen Anbau aus dem Jahr 1963. Der neuromanische Bau hat den Rang eines Kulturdenkmals.
Eine Besonderheit der Kirche ist, dass der Kirchturm im Eigentum der Zivilgemeinde steht.

## Geschichte

### Erste Kirche
Es ist sehr wahrscheinlich, dass Seck zum Zeitpunkt, als der Niederlahngaugraf Gebhard (832–879) im Jahr 879 den Westteil seiner ausgedehnten Grundherrschaft zur Ausstattung seiner Gemündener Stiftung abteilte, bereits ein Gotteshaus hatte. Vieles spricht dafür, dass Gebhards Enkel, der Würzburger Bischof Rudolf I. (892–908), in Seck eine Kirche auf das Patronat des heiligen Kilians weihte.
Urkundlich ist eine Kirche zu Ehren des heiligen Kilians im Jahr 1422 erwähnt. Vermutlich handelte es sich dabei um eine spätromanische dreischiffige Pfeilerbasilika aus Basaltlava mit flacher Holzdecke und zwei Chorflankentürmen. Der Südturm war nur in den unteren Geschossen errichtet.
Ein Schiedsspruch aus dem Jahr 1450 verpflichtete die Gläubigen aus Elsoff, weiterhin ihren Beitrag zum Bau der Mutterkirche in Seck zu leisten. Für die Kirche waren zu dieser Zeit zwei Kirchenbaumeister bestellt.
Im Jahr 1637 waren die beiden Seitenschiffe ohne Dach. Da für die Errichtung des Daches nicht ausreichend Mittel bereitstanden, brach man die Seitenschiffe ab und nutzte nur noch das Mittelschiff.

### 19. Jahrhundert
Im Jahr 1874 wird die Kirche wie folgt beschrieben (Hervorhebungen im Original):
„Flachgedeckte Pfeilerbasilika mit halbrunder Chorapsis und viereckigen Thürmen zu den Seiten des überwölbten Altarhauses. Der südliche Thurm erhebt sich jetzt nur so hoch, daß das niedrigere Kirchendach mit seiner Fortsetzung nach unten ihn bedeckt. Die Seitenschiffe, 1637 abgerissen, haben sich nicht bis an die Westseite des Hauptschiffes erstreckt, indem in der Südwand desselben nächst der Westseite ein alter Eingang (mit extradossirtem Rundbogen, ohne alle Gliederung) und östlich von ihm der Anschluss der Westmauer des Seitenschiffs, welches sich in 5 rundbogigen Arkaden gegen das Hauptschiff öffnete, noch vorhanden ist, während an der Nordseite nur 3 Arkaden und auch nur im östlichen Teile derselben noch zu sehen sind. Die Arkaden, jetzt ganz vermauert, hatten keine Kämpfergesimse. Die kleinen schmalen hochgelegenen Rundbogenfenster des Hauptschiffs, je 4 an jeder Langseite mit schrägem Gewände, sind erhalten, doch innen vermauert; zu ihrem Ersatz sind an tieferer Stelle größere Stichbogenfenster angebracht worden. Die Westseite hat gar keine Oeffnung. Der Triumphbogen halbkreisförmig auf Kämpfergesimsen mit reicher Gliederung (Platte, Randstab, Plättchen, Kehlleiste) aufsetzend. Der Eingangsbogen der Apsis ebenso, mit Gesimsen, die unter der Platte nur eine flache Kehle zeigen. Das Kreuzgewölbe des Altarhauses ohne Rippen, mit Schildbogen, die sich in Pfeilerecken nach unten fortsetzen. Die Apsis mit Halbkuppelgewölbe. Von ihren 3 Fenstern nur das nördliche ursprünglich (rundbogig), das mittlere zugespitzt, das südliche spätgothisch mit stumpfen Spitzbogen, unter dem 2 neben einander liegende Rundbogen schweben, und einfacher ornamentaler Glasmalerei.
Die Thürme im Erdgeschoss mit rundbogigem Tonnengewölbe, durch rechteckige Thüren mit dem Altarhause verbunden, der südliche durch eine kleine, jetzt vermauerte Rundbogenthür ohne Gliederung ehemals von aussen zugänglich. Die Ostseite des Nordthurmes hatte früher gekuppelte Schallöffnungen.

Abgesehen von einigen Linsenen und rohen Rundbogenfriesen an der Apsis und dem dritten Turmgeschoß entbehrt das Äußere jedes Schmuckes, wenn man dahin nicht die missverstandene gotische Verzierung des Sturzes an einer in die südöstlichste Arkade des Schiffes eingesetzten später zugemauerten Tür rechnen will.“

### Brand der Kirche im Juni 1878 und Wiederaufbau
In der Nacht vom 28. auf den 29. Juni 1878 wurde die Kirche Opfer eines Brandes, der in einem Nachbarhaus ausgebrochen war und auf fünf weitere Häuser und vier Scheunen übergriff. Das Feuer zerstörte die Glocken, die Kanzel, Altäre, Beichtstühle und den größten Teil der Orgel. Die Monstranz und ein Ziborium konnten vom Pfarrer in einen nahen Kornacker gerettet werden. Von der Ausstattung überstand lediglich der spätromanische Taufbrunnen aus dem 13. Jahrhundert den Brand. Das Pfarrhaus wurde so stark in Mitleidenschaft gezogen, dass es kurze Zeit später abgerissen werden musste.
In den Jahren 1878 bis 1880 erfolgte der Wiederaufbau der Kirche im neuromanischen Stil aus Bruchstein-Basaltlava. 1879 wurde das Mittelschiff überdeckt und der Turm ausgebaut. Der Bauplan sah auch den Bau eines zweiten Turmes vor. Dem vorausgegangen war eine mit hohem Aufwand betriebene Sammelaktion des damaligen Pfarrers und späteren Secker Ehrenbürgers Carl Ferdinand Werner, an der sich auch der Deutsche Kaiser Wilhelm I. mit 7.700 Mark sowie die preußische Königin Augusta mit 500 Mark beteiligten. Die Seitenschiffe wurden neu errichtet, wobei von den fünf Arkaden nur die erste, dritte und fünfte als Durchgang geöffnet wurden. Der Turm wurde im Oberschoss fast vollständig erneuert und mit einem quadratischen Spitzhelm versehen, der 1925 ersetzt wurde. Dekan Orth aus Rennerod weihte am 8. Dezember 1880 den vollendeten Bau, der Fuldaer Bischof Georg von Kopp konsekrierte die Kirche am 26. Juni 1884 im Rahmen eines Firmbesuches. Auch das Pfarrhaus wurde 1880 in seiner heutigen Form neu errichtet und 1884 vom preußischen Minister Maximilian von Puttkamer im Rahmen einer Dienstreise in Augenschein genommen; im Jahr 1960, wurde es mit einem Außenputz versehen.
Unter Pfarrer Roos wurde 1910 unter der Orgel ein Fenster und auf der Evangelienseite im Mittelschiff der zweite und vierte Bogen aufgebrochen. Unter Aufsicht des Bezirkskonservators für die preußische Provinz Hessen-Nassau, Ferdinand Luthmer, wurde die Kirche von den Gebrüdern Schmidt aus Seck restauriert.

### Erweiterung um einen Saalbau in den Jahren 1960 bis 1963
Um der Zahl der gestiegenen Gottesdienstbesucher Rechnung zu tragen, wurde die Kirche in den Jahren 1960 bis 1963 nach Plänen des Frankfurter Architekten Mühlenhoff Richtung Westen erweitert.
Die westliche Rückwand sowie ein Joch des Kirchenschiffes wurden abgetragen und um einem großen Saalbau erweitert. Der neue Bau mit Paralleldach nimmt in seiner Form das Hauptschiff des älteren Teils der Kirche auf, verlängert es und verdoppelt es links und rechts der Mittelachse. Die Weihe nahm der damalige Limburger Bischof Wilhelm Kempf vor.
Der Altar wurde im Übergang beider Gebäude platziert und die Bänke beider Kirchenteile auf ihn hin ausgerichtet. An der Westwand wurde eine neue Hauptorgel auf einer Tribüne installiert und eine Chororgel und der Spieltisch für beiden Orgeln im neuromanischen Teil aufgestellt.
Die frühere farbige Ausmalung im Altbauteil wurde grau-weiß überstrichen und der Taufbrunnen in den dortigen Chorraum versetzt.

### Renovierung in den Jahren 1992 bis 1994
In den Jahren 1992 bis 1994 wurde die Kirche unter Pfarrer Josef Müller renoviert, umgestaltet und die beiden Teilgebäude durch einen transparenten Holzlettner getrennt. Der Lettner ist bekrönt mit einer barocken Kreuzigungsgruppe von Skulpturen aus der Hadamarer Schule.
Die neue Altarinsel (unter weitgehender Wiederverwendung des vorhandenen Steinmaterials) und der neue Altar wurde in den 1963 erweiterten Teil vorgezogen.
Der Altbauteil erhielt nach Entfernung des Dispersionsanstriches eine Ausmalung mit einer Leimfarbe nach Motiven des Jahres 1910; diese waren von allen historischen Fassungen am besten erhalten. Der Neubauteil wurde mit hellgrau-weißer Farbe versehen. Die Bänke wurden wieder in Richtung des Chorraums und den dort neu aufgestellten weiteren Altar ausgerichtet, der Fußboden im Rahmen des Einbaus einer neuen Heizungsanlage ersetzt. Der ehemalige Hochaltar fand im südlichen Seitenschiff als Sakramentsaltar eine neue Verwendung. Weiterhin wurden die Fenster im Chor ersetzt.
So entstanden in einer Kirche zwei selbstständig nutzbare Gottesdiensträume mit zwei eigenen Zelebrationsaltären.
Die Altarweihe im Neubauteil wurde am 12. Juni 1993 durch Weihbischof Gerhard Pieschl, die im historischen Teil am 1. Juli 1994 durch Domkapitular Helmut Wanka vollzogen.

### Gegenwart
2004 wurde das 1866 errichtete Martinskreuz, das vor der Apsis im Freien aufgestellt ist, renoviert. Es diente u. a. als Missionskreuz.
In den Jahren 2008 bis 2009 wurde der Kirchturm saniert.
Im Februar 2011 musste im neuromanischen Teil die Ausmalung, die in den 1990er-Jahren bei der Renovierung aufgebracht wurde, aufgrund von Schimmelbefall größtenteils entfernt werden. Einzelne Flächen konnten erhalten werden. Auch die Chororgel war von Schimmel befallen und musste saniert werden. Gegenwärtig besitzt der Altbauteil daher keine Ausmalung.
In der Nacht vom 18. auf den 19. April 2020 brannte das Pfarrheim, von dem ein Durchgang in den Neubauteil der Kirche bestand, nieder und wurde vollständig zerstört. Die Kirche erlitt keine größeren Schäden. An der Stelle, an dem das Pfarrheim stand, errichtete die Zivilgemeinde in den Jahren 2024 bis 2025 ein Gemeindezentrum, das als Haus des sozialen Austauschs, der Begegnung und der Vereine sowie als Jugend-, Kultur- und Bürgerzentrum dientl. Das Haus wird gemeinsam mit der katholischen Kirchengemeinde genutzt und integriert die katholische öffentliche Bücherei sowie die örtliche Kontaktstelle des Pfarrbüros Rennerod.

## Ausstattung

### Taufbecken
Das den Kirchenbrand überstandene spätromanische Taufbecken stammt aus dem 13. Jahrhundert. 1874 beschreibt es Lotz wie folgt:
„Das runde bauchige Becken wird von einer fast gothischen Basis getragen, deren Pfühl über die Seiten der sechseckigen Plinthe überquillt. Sein im Grundriss zwölfeckiger Rand mit Platte, Kehle, Rundstab und Nagelkopfverzierung wird von 6 Säulchen mit attischen Basen und runden Plinthen gestützt, deren Kapitäler theils mit Knospen geschmückt, theils durch rohe Köpfe vertreten sind.“
Nachdem 1963 der Anbau errichtet worden war, wurde das Taufbecken in der Apsis des neuromanischen Bauteils aufgestellt. Nach der Renovierung der Kirche in den 1990er-Jahren fand es im neuromanischen Teil unmittelbar hinter dem Lettner seinen Platz.

### Kanzel
Die mit dem Meisterzeichen „B. S.“ gezeichnete Kanzel aus dem Jahr 1644 stammt aus Eibingen und ist mit geschnitzten Evangelistenbildern und Fruchtgehängen versehen. Sie ist im neuromanischen Bau aufgestellt.

### Altäre und Ambo
Der Altar des Neubauteiles und der Ambo sind aus dem Marmor des Vorgängeraltares gefertigt. Der neue Altar enthält (wie auch der Vorgängeraltar) die Reliquien der Heiligen Fortunata und Casta.
Der frühere Hauptaltar des neuromanischen Baus wurde restauriert und wird nun als Sakramentsaltar im rechten Seitenschiff genutzt. Der neue Altar im Altbauteil enthält die Reliquien der Heiligen Victorianus und Fausta. Sie stammen aus der Hauskapelle des aufgegebenen Katharinenstifts in Seck.

### Heiligenfiguren und Statuen
Im Anbauteil des Kirchengebäudes sind Statuen des hl. Kilian (ein Geschenk eines Konvertiten aus dem Jahr 1880), des hl. Karl Borromäus, des hl. Antonius sowie eine Muttergottes aufgestellt.
Im neuromanischen Teil der Kirche finden sich Figuren des hl. Sebastian, des hl. Rochus, des hl. Lubentius, des hl. Blasius, der hl. Hildegard, der hl. Katharina, der hl. Margarethe und des hl. Josef. Das Kreuz über dem Altar ist ein neugotisches Werk. Das jüngste Kunstwerk ist ein Steinpodest hinter dem Altar des neuromanischen Baus mit vier Apostelfiguren und einem Tafelbild der Kreuzigung Christi, das der letzte Pfarrer von Seck, Josef Müller, aus Anlass seines Eintritts in den Ruhestand in den Jahren 2004/2005 der Kirchengemeinde schenkte.

## Orgeln

### 19. Jahrhundert
In einem Antrag auf Gewährung einer Kollekte aus dem Jahr 1817 ist von einem Instrument mit vier Manual- und einem Pedalregister die Rede. Das Instrument sei in einem schlechten Zustand und bedürfe einer Reparatur und einer Erweiterung. Der Antrag wurde von staatlicher Stelle abgelehnt.
Im Jahr 1859 wurde von der Firma Voigt in Igstadt eine neue Orgel erworben. Zur Finanzierung verkaufte die Kirchengemeinde den Marktplatz für 862 Gulden und erhielt für das kleine Vorgängerinstrument einen Betrag von 38 Gulden. Knapp 20 Jahre später wurde die Orgel beim großen Kirchenbrand im Jahr 1878 ein Opfer der Flammen.
1880 wurde in neues Instrument mit 15 Registern angeschafft, das seinen Dienst bis zu Beginn der 1960er-Jahre verrichtete.
Dispositionen der Orgeln aus dem 19. Jahrhundert liegen nicht vor.

### Euler-Orgel (1960–1992)
Nach der Erweiterung der Kirche wurde eine neue Orgel von Friedrich Euler aus Hofgeismar zum Preis von 60.000 DM erworben.
Die Orgelanlage von 1960 bestand aus zwei Werken, der zweimanualigen Hauptorgel mit Pedal im Neubauteil/Anbauteil und einer Chororgel mit unselbstständigem Pedal in der „alten“ Kirche.
Der elektrische Spieltisch war hinter dem Altar im alten Bereich aufgestellt.
| I Oberwerk C–g3 |      |
| Rohrpommer      | 8′   |
| Prinzipal       | 4′   |
| Koppelflöte     | 4′   |
| Gemshorn        | 2′   |
| Scharf III      | 2⁄3′ |
| Krummhorn       | 8′   |
| Tremulant       |      |

| II Hauptwerk C–g3 |     |
| Quintade          | 16′ |
| Prinzipal         | 08′ |
| Spitzflöte        | 08′ |
| Oktave            | 04′ |
| Waldflöte         | 02′ |
| Mixtur IV–V       |     |
| Trompete          | 08′ |

| III Chororgel C–g3 |       |
| Gedeckt            | 08′   |
| Rohrflöte          | 04′   |
| Prinzipal          | 02′   |
| Quinte             | 1 ⁄3′ |
| Zimbel III         |       |
| Dulcian            | 16′   |
| Rohrschalmey       | 08′   |
| Tremulant          |       |

| Pedal C–f1              |       |
| Subbaß                  | 16′   |
| Oktavbaß                | 08′   |
| Choralbass              | 04′   |
| Rauschwerk IV           | 2 ⁄3′ |
| Posaune                 | 16′   |
| Trompete                | 08′   |
| Dulcian (aus Chororgel) | 16′   |

- Koppeln: II/I, III/I, III/II, I/P, II/P, III/P
- elektrisch-pneumatische Traktur, elektrische Registertraktur
- Taschenladen
- Spielhilfen:
  - zwei freie Kombinationen
  - Druckknöpfe: Auslöser, FK I, FK II, Tutti

Die pneumatische Taschenladen-Orgel zeigte im Laufe der Zeit größere Mängel. Eine Reparatur erschien mit Blick auf die Substanz der Orgel nicht mehr angemessen.
Die Renovierung der Kirche Anfang der 1990er-Jahre wurde zum Anlass genommen, die Orgeln durch neue Instrumente zu ersetzen. Da die Kirche durch die Renovierungsmaßnahmen zwei eigenständige Gottesdiensträume erhielt, die durch einen Lettner getrennt wurden, musste ein neues Orgelkonzept den neuen liturgischen Anforderungen gerecht werden. Daher wurde entschieden, unter Verwendung des größten Teils des bestehenden Pfeifenmaterials einen Neubau mit zwei Instrumenten in Auftrag zu geben. Die Chororgel sollte um ein selbstständiges Pedal erweitert werden.
Die Euler-Orgeln erklangen das letzte Mal beim Gottesdienst am 11. Oktober 1992.
Den Auftrag für den Bau der neuen Orgeln erhielt die Firma Siegfried Sauer aus Höxter.

### Übergangsorgel (1993–2000)
Für die Zeit bis zur Fertigstellung der Hauptorgel wurde im Jahr 1993 im Neubau auf der bestehenden Orgeltribüne an der Westwand eine Übergangsorgel errichtet. Der Spieltisch war rechts des Altares im Neubauteil der Kirche aufgestellt, nach der Renovierung hinter dem Lettner im neuromanischen Teil.
| Manual C–g3  |       |
| Prinzipal    | 8′    |
| Hohlflöte    | 8′    |
| Oktave       | 4′    |
| Waldflöte    | 2′    |
| Quinte       | 1 ⁄3′ |
| Mixtur 3–4f. | 1 ⁄3′ |

| Pedal C–f1  |     |
| Subbaß      | 16′ |
| Oktavbaß    | 08′ |
| Quintade    | 04′ |
| Bauernflöte | 02′ |

### Mayer-Sauer-Orgel (Chororgel seit 1995, Hauptorgel seit 2000)
Im Jahr 1995 wurde die Chororgel in ihrer heutigen Form aufgebaut und mit dem heutigen elektrischen Spieltisch im neuromanischen Teil verbunden. 
Nach der Insolvenz der Firma Sauer im Jahr 1999 wurde der Auftrag für den Bau der Hauptorgel an die Firma Hugo Mayer vergeben. Die bisherige, unzugängliche Orgeltribüne wurde abgebrochen und eine neue mit Treppenaufgang errichtet. Die Mitwirkung eines Orgelförderkreises und Spenden von insgesamt 300.000 DM ermöglichten den Kauf des rund 630.000 DM teuren und im Jahr 2000 eingeweihten Instrumentes.
Die Hauptorgel besitzt einen mechanischen Spieltisch, von dem aus das III. Manual (Chororgel) elektrisch ansteuerbar ist. Der elektrische Spieltisch der ehemaligen Euler-Orgel wurde aufgearbeitet und als fahrbarer Spieltisch im neuromanischen Teil der Kirche (unmittelbar hinter dem Lettner) aufgestellt. Von beiden dreimanualigen Spieltischen aus sind alle Werke elektrisch anspielbar. Alle Spielhilfen des Hauptspieltisches sind auch am fahrbahren Spieltisch vorhanden.
| I Hauptwerk C–g3 |       |
| Gedacktpommer    | 16′   |
| Prinzipal        | 08′   |
| Spitzflöte       | 08′   |
| Oktave           | 04′   |
| Rohrflöte        | 04′   |
| Quinte           | 2 ⁄3′ |
| Prinzipal        | 02′   |
| Mixtur 4–5f.     | 02′   |
| Trompete         | 08′   |
| Tremulant        |       |

| II Schwellwerk C–g3      |        |
| Bleigedeckt              | 8′     |
| Salicional               | 8′     |
| Vox coelestis            | 8′     |
| Prinzipal                | 4′     |
| Koppelflöte              | 4′     |
| Nasat                    | 2 ⁄3′  |
| Gemshorn                 | 2′     |
| Terz                     | 1 3⁄5′ |
| Quinte                   | 1 ⁄3′  |
| Sifflöte                 | 1′     |
| Scharff 3f.              | 1′     |
| Hautbois                 | 8′     |
| Tremulant                |        |
| Kornett 5f. (Gruppenzug) |        |

| III Chororgel C–g3 |        |
| Gedeckt            | 8′     |
| Prinzipal          | 4′     |
| Rohrflöte          | 4′     |
| Koppelflöte        | 4′     |
| Quinte             | 2 ⁄3′  |
| Waldflöte          | 2′     |
| Terz               | 1 3⁄5′ |
| Mixtur 3f.         | 1 3⁄5′ |
| Tremulant          |        |
|                    |        |
| Pedal              |        |
| Subbass            | 16′    |

| Pedal C–f1                     |     |
| Prinzipal                      | 16′ |
| Subbass                        | 16′ |
| Oktavbass (Ext. Prinzipal 16′) | 08′ |
| Gedecktbass (Ext. Subbass 16′) | 08′ |
| Choralbass                     | 04′ |
| Posaune                        | 16′ |
| Trompete (Ext. Posaune 16′)    | 8′  |

- Spieltisch im neuromanischen Teil und Chororgel von SauerKoppeln:
  - Normalkoppeln: II/I, III/I, III/II, I/P, II/P, III/P
  - Suboktavkoppeln: II/I, II/II
  - Superoktavkoppel: II/P
- Schwelltritt (II. Manual)
- Spielhilfen:
  - 2x 64 Setzerkombinationen (eine davon abschließbar)
  - Tutti
  - Pistons: alle Koppeln, Sequenzerschalter vor- und rückwärts
  - Sequenzerschalter vor- und rückwärts unter jedem Manual sowie an den beiden Spieltischbacken
- Tontraktur: elektrisch und mechanisch (Spieltisch Hauptorgel) sowie elektrisch (Spieltisch im neuromanischen Teil der Kirche), Registertraktur: elektrisch
- Disposition: Hans-Otto Jakob, Stephan Mayer, Peter Schön

## Glocken
Im Jahr 1573 hatte die Kirche vier Glocken, wobei die größte wegen Nachlässigkeit des Glöckners mehrere Monate nicht geläutet werden konnte. Vermutlich wurde sie später von einem Glockengießer aus Fulda ersetzt.
1874 besaß die Kirche nur noch drei Glocken. Die kleinste und zugleich älteste stammte aus dem Jahr 1447. 1779 berichtet der Schultheiß Schönberger der Marquise von Westerloo, die Glocken seien vor etlichen Jahren neu gegossen und der Turm repariert worden; nur die größte Glocke von 1765 habe sich erhalten. Die mittlere Glocke, 1040 Pfund schwer, zersprang im September 1799 und wurde zwei Jahre später zum Einschmelzen nach Leun gefahren. Ihr Ersatz wog etwa 940 Pfund, konnte am 6. November 1801 aufgehängt werden und enthielt die Inschrift „Benedictio dei super omnes audientes sonum meum. Johannes Schlitt, pastor in Seck. G. T. S.“. Im Jahr 1852 zersprang auch diese Glocke und wurde durch einen Guss von Rincker aus Sinn ersetzt. Am 27. Januar 1854 wurde sie zusammen mit der größeren Glocke der Kirche des Nachbardorfes Irmtraut durch Dekan Hartmann aus Rennerod auf dem Secker Kirchhof sowie unter Assistenz von Kaplan Laux aus Rennerod und Pfarrer Kuch aus Seck geweiht.
Nach dem Brand der Kirche im Juni 1878 goss Rincker zum Preis von 2110 Mark drei neue Glocken: Kilian (858,9 kg, f'), Maria (506,6 kg, as') und Joseph (238,1 kg, c''). Die beiden kleineren Glocken mussten 1917 abgeliefert werden und wurden am 3. April 1922 durch zwei neue Glocken ersetzt (ebenfalls Kilian, 457,5 kg, as', und Therese, 233,5 kg, c''). Auch dieses Geläut wurde am 19. März 1942 zwangsweise eingezogen.
Am 3. Juni 1949 goss die Firma Franz Schilling drei neue Glocken, die am 26. Juni 1949 konsekriert wurden und am Kiliansstag, den 8. Juli 1949, erstmals erklangen (s. u.). Das Geläut war eines der ersten Geläute, die Schilling in Heidelberg 1949 goss. Nach Auffassung von Foersch und Nickel reicht es hinsichtlich Resonanz und Teiltonaufbau längst nicht an seine späteren Meisterwerke heran. Da die Kiliansglocke im Laufe der Zeit nicht mehr im reinen Ton läutete (sie war am Schlagring 34 cm breit und 14 cm hoch ausgebrochen), wurde sie von der Firma Petit & Gebr. Edelbrock umgegossen. Am 17. Dezember 1989 wurde sie vom Limburg Domkapellmeister Hans Bernhard und dem Secker Pfarrer Josef Müller geweiht und erklang erstmals am Weihnachtsfest des gleichen Jahres. Sie trägt die gleiche Aufschrift wie ihre Vorgängerin.
| Nr. | Name   | Gussjahr  | Gießer    | Gewicht (kg) | Durchmesser (mm) | Schlagring (mm) | Schlagton | Inschrift |
| 1   | Kilian | 1949/1989 | Petit     | ca. 900      | 1135             | 83              | f1 + 1    | SANKT KILIAN, BESCHÜTZE LEBEN UND GUT NIMM SECK, UNSRE HEIMAT IN TREUE HUT. 1949                                                                                  |
| 2   | Maria  | 1949      | Schilling | 510          | 916              | 64              | as1 + 6   | DER SCHMERZHAFTEN MUTTER BIN ICH GEWEIHT UND MAHNE DIE MÜTTER IN ERNSTER ZEIT: ERFLEHT DEN GEFALLENEN DIE EWIGE RUH, FÜHRT EURE KINDER DEM HEILAND ZU! 19 SECK 49 |
| 3   | Josef  | 1949      | Schilling | 330          | 811              | 53              | b1 + 0    | HILF SANKT JOSEF IM LEIDEN! SCHÜTZ DIE FAMILIEN VOR NOT! KLINGT DIE GLOCKE BEIM SCHEIDEN, SEI ES ZUM SELIGEN TOD! 19 SECK 49                                      |

## Seelsorge
Ein Pleban (Priester) zu Seck wird erstmals 1212 genannt. Gemeint ist damit vermutlich der am Ort wohnende Pfarrer, neben dem schon 1215 ein Pastor, ein nicht am Ort residierender Inhaber der Pastoralpfründe, begegnet.
Das Patronat der Pfarrkirche zu Seck stand den Herren von Runkel zu und fiel bei der Erbteilung im Hause Runkel dem Stammvater der Herren von Westerburg, Heinrich II. von Westerburg, zu. Reinhard, Herr von Westerburg, seine Frau Kunigunde und sein Erstgeborener Johann schenkten 1344 zu ihrem Seelenheil das Patronat der Kirche zu Seck dem Stift Gemünden. 1432 versprach der Pfarrer zu Seck, der vom Propst und Kapitel des Stifts Gemünden bestellte Gemündener Kanoniker Heinrich von der Wiesen, die Kirche nicht zu vertauschen und den Dienst nicht durch einen anderen versehen zu lassen. Er beabsichtigte, selbst in Seck zu wohnen. 1440 räumte das Konzil von Basel Reinhard von Westerburg das Recht ein, die Kanonikate im Stift Gemünden zu besetzen. In der Folge beanspruchte das Haus Westerburg wieder das Patronat der Pfarrkirchen zu Gemünden und Seck. Durch Schiedsspruch wurde 1439 bestimmt, dass die Vergabe abwechselnd durch die Herrschaft Westerburg und das Stift erfolgen sollte.
Nach dem Bau einer Kapelle St. Maria und St. Hupert (Huprecht) im Kirchspiel in Rennerod wurde am 5. Juli 1362 im Beisein des Grafen Gerhard von Diez und Herrn Johannes von Westerburg mit dem Stift Gemünden und dem Pfarrer von Seck eine Vereinbarung geschlossen, nach der der Pfarrer von Seck einen Kaplan nach Rennerod entsenden solle, damit er zweimal wöchentlich in der Filialkapelle in Rennerod die Messe lese.
Elsoff, das von Beginn an zum Kirchspiel Seck gehörte, entwickelte ab den 1520er-Jahren eine immer größere Eigenständigkeit, bevor es auf Befehl des Landgrafen Philipp von Hessen 1532 aus dem Kirchspiel ausschied.
Da Graf Kuno von Leiningen-Westerburg (1523–1547) der Reformation kritisch gegenüberstand, wurde die neue Lehre zunächst nicht eingeführt. Erst ab den 1560er-Jahren wurde durch die Herrschaft Westerburg die Reformation durchgesetzt. 1565 wurde der lutherische Pfarrer Jonas Schwenk der Ältere aus Gudensberg nach Seck berufen. Am 18. September 1566 befahl Graf Reinhard, Propst und Pfarrer von Gemünden, die Augsburger Konfession anzunehmen. Zwischenzeitlich wirkte in Seck auch ein calvinistischer Pfarrer, bevor 1609 nach dem Verkauf von Seck an Leiningen-Westerburg wieder ein lutherischer Pfarrer seinen Dienst verrichtete. Mit der Gründung einer Pfarrei in Rennerod kurz nach 1611 gingen in dieser Zeit die bisherigen Filialorte Rennerod, Waldmühlen (1616) und Dapperich dem Kirchspiel Seck verloren.
Nachdem das Dorf 1637 in Besitz des Grafen Johann Ludwig zu Nassau-Hadamar gekommen war, wurde es im Folgejahr wieder katholisch. Die Pfarrstelle war jedoch aufgrund von Armut zwischenzeitlich verwaist. Am 13. Juni 1637 nahm der Superior der Jesuiten in Hadamar, P. Heinrich Brack, die Kirche in Besitz und feierte an Weihnachten 1637 den ersten Gottesdienst. Auch in den Folgejahren konnte die prekäre Situation der Pfarrstelle nicht behoben werden. Erst in den 1660er-Jahren erhielt Seck wieder einen eigenen Pfarrer. Kirchenbücher der Pfarrei liegen seit dem Jahr 1700 vor (sind bis 1780 jedoch lückenhaft). Irmtraut, das zu diesem Zeitpunkt zu Rennerod gehörte, wurde Seck als Filiale zugewiesen, wobei die folgenden Jahrzehnte nicht frei von Streit waren. Vorübergehend war Irmtraut ab den 1770er-Jahren eine eigenständige Pfarrei, bevor der Pfarrer von Seck 1809 auf Befehl des Ministeriums in Düsseldorf den Nachbarort Irmtraut mitzubetreuen hatte.
Die Pfarrei Seck war eine der acht vakanten Pfarreien, an der der Konflikt zwischen dem Limburger Bischof Peter-Josef Blum mit der Landesregierung über die Besetzung von Pfarrstellen weiter eskalierte. Am 27. Dezember 1853 besetzte der Bischof die Pfarrei ohne Beteiligung der staatlichen Stelle. Die Regierung sah die Ernannten nicht als rechtmäßige Pfarrer an, ließ sie aber ihren Dienst verrichten und wies ihnen die Gebühren der Pfarrverwalter zu. Sie beschlagnahmte jedoch die Pfarrkassen. Infolge der Konflikte im Kontext des Kulturkampfes floh der Limburger Bischof ins Exil nach Böhmen.

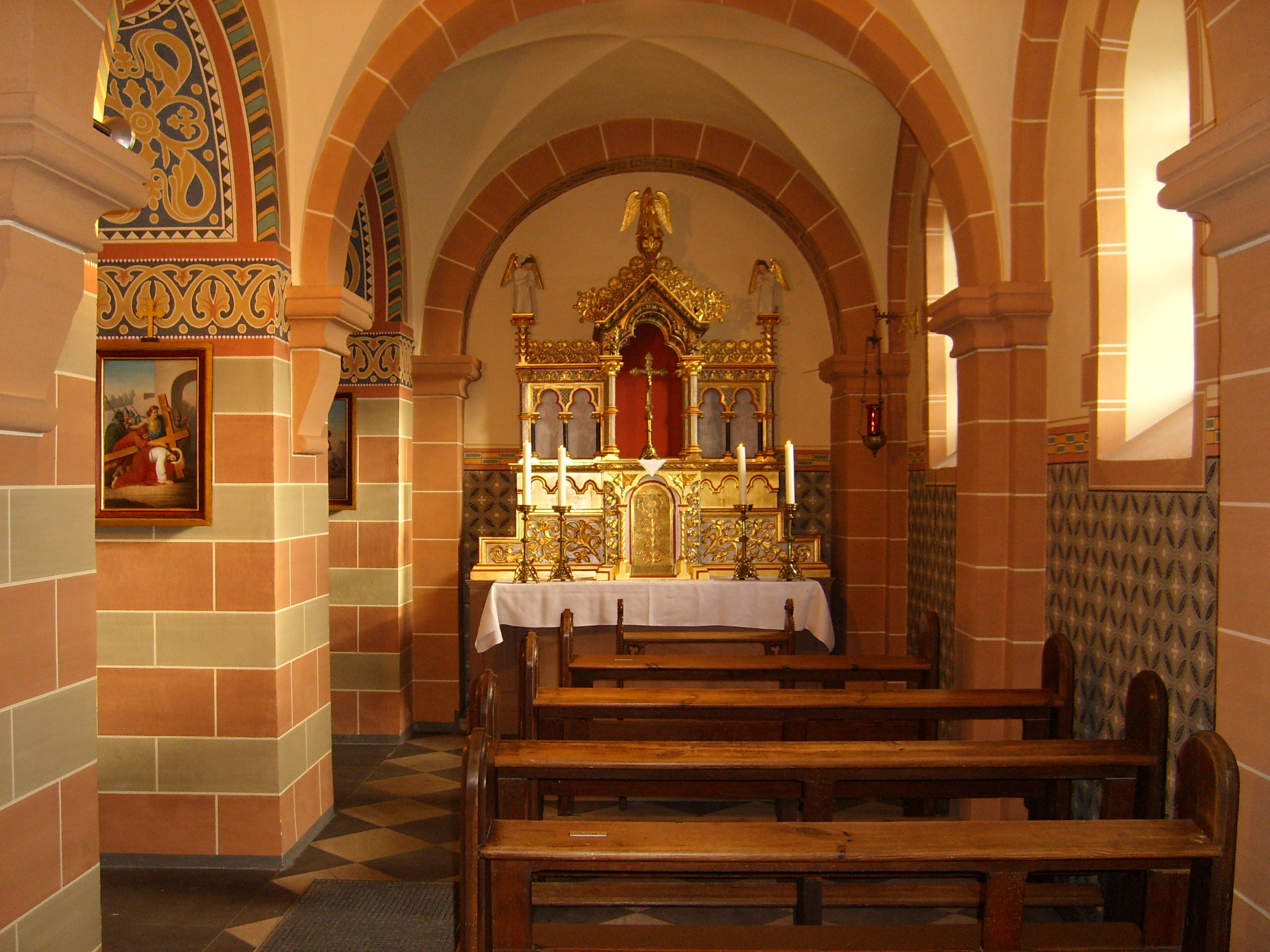
Südliches Seitenschiff mit Sakramentsaltar in der Ausmalung von 1993 bis 2011

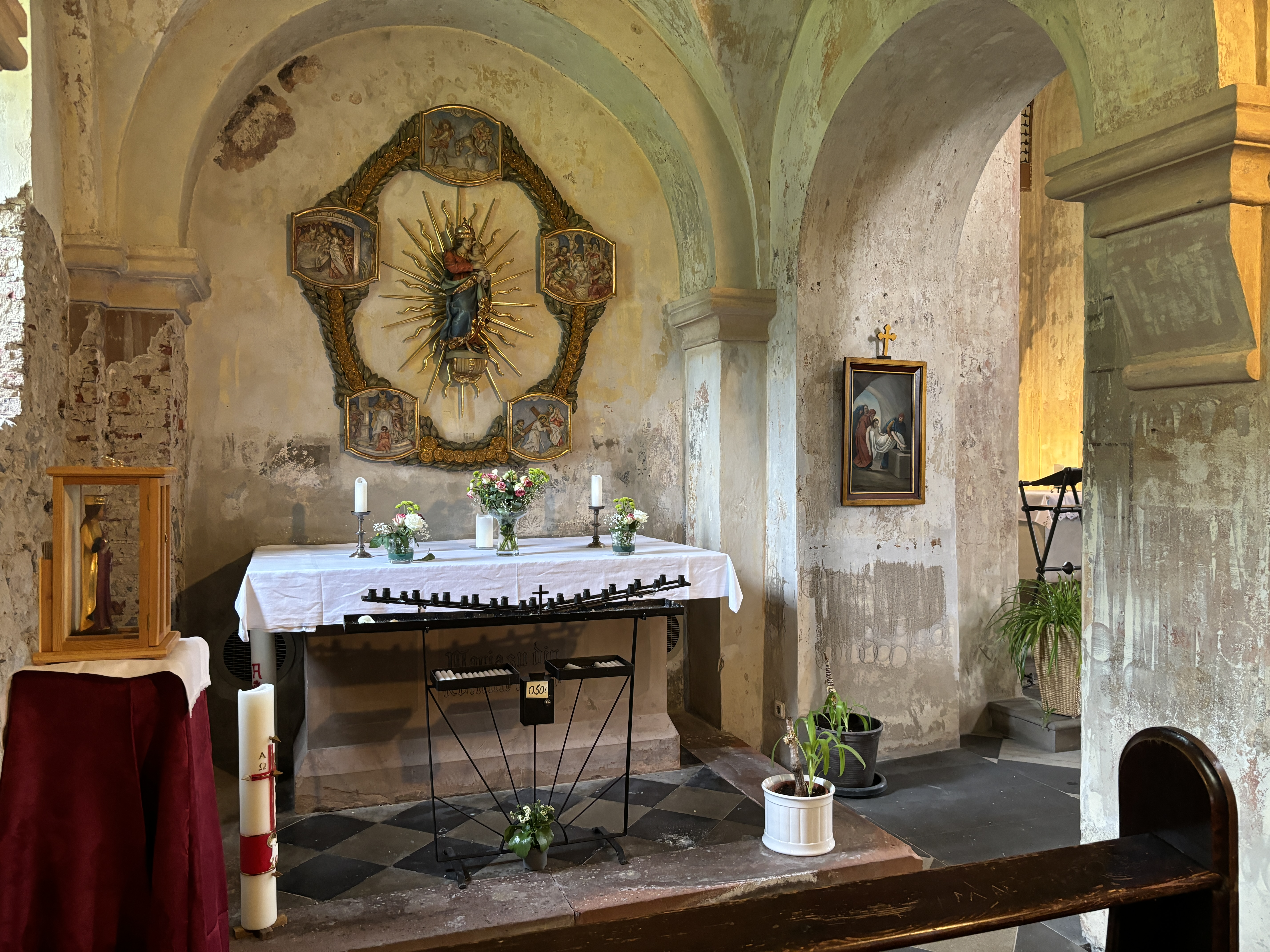
Marienaltar (nördliches Seitenschiff), 2024

Der letzte Pfarrer, der ausschließlich für die Betreuung der Pfarrei Seck (zusammen mit dem Filialort Irmtraut) zuständig war, war Josef Müller, dem die Pfarrei zum 1. Mai 1979 übertragen wurde. Ab dem 1. Juni 1999 war die Seelsorge in Seck nach c. 517 § 1 CIC geordnet, der Pfarrer von Seck war ab diesem Zeitpunkt zusammen mit dem Pfarrer von Rennerod gemeinsam Pfarrer der Pfarreien Seck (mit der Kirchengemeinde Irmtraut), Elsoff, Hellenhahn-Schellenberg (mit der Kirchengemeinde Mariä Himmelfahrt in Neustadt), Rennerod und der Pfarrvikarie St. Matthäus in Westernohe. Mit seinem Eintritt in den Ruhestand am 15. Juli 2004 wurde die (weiterhin eigenständige) Pfarrei Seck vom Pfarrer von Rennerod mitbetreut. Vom 1. September 2005 bis zur Auflösung der Pfarrei zum 31. Dezember 2016 war eine Gemeindereferentin als Bezugsperson in der Pfarrei eingesetzt. Ab dem 1. April 2013 wurde die Pfarrei St. Kilian Seck (mit der Kirchengemeinde Mariä Geburt Irmtraut) zusammen mit weiteren Pfarreien und Pfarrvikarien (St. Peter und Paul Elsoff, St. Petrus in Ketten Hellenhahn-Schellenberg mit der Kirchengemeinde Mariä Himmelfahrt Neustadt/Westerwald, Mariä Heimsuchung Höhn, St. Josef Höhn-Schönberg sowie St. Hubertus Rennerod) Teil des „Pastoralen Raumes Rennerod“, dessen Priesterlicher Leiter seinen Sitz in Rennerod hatte.
Mit Ablauf des 31. Dezember 2016 wurde die Pfarrei St. Kilian Seck zusammen mit den weiteren Pfarreien und Pfarrvikarien des bis dahin bestehenden „Pastoralen Raumes Rennerod“ aufgehoben. Seck wurde der neu errichteten Pfarrei „St. Franziskus im Hohen Westerwald (Sitz: Rennerod)“ zugeordnet und die bisherige Pfarrkirche St. Kilian (ebenso wie die übrigen Kirchen des ehemaligen Pastoralen Raumes) zu einer „weiteren Kirche der neuen Pfarrei“. Das Vermögen wurde unter Beibehaltung bisheriger Zweckbindungen der neuen Pfarrei und Kirchengemeinde zugeführt und die Kirchenbücher zum 31. Dezember 2016 geschlossen.